# NGC 42
NGC 42 es una galaxia lenticular localizada en la constelación de Pegaso.